# Nathalie Lambert
Nathalie Brigitte Lambert (ur. 1 grudnia 1963 w Montrealu) – kanadyjska łyżwiarka szybka, startująca również w short tracku. Trzykrotna medalistka olimpijska, wielokrotna mistrzyni świata.
Jako panczenistka nie odnosiła wielkich sukcesów, za to w short tracku była medalistką olimpijską i mistrzostw świata (tytuły mistrzyni globu w wieloboju w 1991, 1993 i 1994). Już w Calgary stawała na podium, jednak w 1988 short track był jedynie dyscypliną pokazową, oficjalnie debiutował cztery lata później. Triumfowała wówczas w sztafecie. Dwa lata później Kanadyjki zajęły drugie miejsce. Lambert była druga także na dystansie 1000 metrów, wyprzedziła ją Chun Lee-kyung.